# パエス市 (ミランダ州)
パエス市（パエスし、スペイン語 Municipio Páez）は、ベネズエラのミランダ州にある市である。かつてのパエス郡の主要部を占める。市庁所在地はリオチコ。

## 地理
ミランダ州の東部にあり、北東はカリブ海に面する海岸である。市域の北半分はバルロベント平野、南半分はインテリオル山地にある。海岸部にタカリグア潟があり、タカリグア潟国立公園が設定されている。
- 川 - トゥイ川、グアポ川
- 湖沼 - タカリグア潟、グアポ湖（ダム湖）

### 構成する区と中心となる町
5区。
- エルグアポ区 - エルグアポ
- サンフェルナンドデルグアポ - サンフェルナンドデルグアポ
- タカリグアデララグナ区 - タカリグアデララグナ
- パパロ区 - パパロ
- リオチコ区 - リオチコ

### 隣接する市町村
- ミランダ州 - アセベド市、アンドレスベジョ市、ペドログアル市
- グアリコ州 -